# Anna Baison
Anna Baison (* 1845, † nach 1863) war eine deutsche Theaterschauspielerin.

## Leben
Baison, Tochter von Jean Baptist und Caroline Baison, wirkte von 1857 bis 1864 in Prag, Wien, Berlin am Viktoriatheater, Nürnberg, Breslau und Bremen, heiratete dann den Grafen Erlach-Hatzfeld und zog sich gänzlich von der Bühne zurück.